# Hay otra canción
«Hay otra canción» es una canción de rock compuesta por los músicos argentinos Luis Alberto Spinetta y Fito Páez que integra el álbum doble La la la de 1986, realizado en conjunto, 20º álbum en el que tiene participación decisiva Spinetta y tercero de la carrera de Páez. El álbum fue calificado por la revista Rolling Stone y la cadena MTV como #61 entre los cien mejores discos de la historia del rock nacional argentino.
El tema es la única canción que ambos músicos compusieron juntos. La empresa discográfica EMI eliminó el tema de la versión en CD del álbum, razón por la cual sólo podía ser oída en el disco en vinilo. Recién en 2007 el sello discográfico editó el álbum en CD, tal como estaba en el original, incluyendo "Hay otra canción". Por esa razón este tema fue muy poco difundido y desconocido por gran cantidad de seguidores de ambos músicos, a pesar de que por ser el único compuesto por esas dos figuras máximas del rock nacional argentino, tiene una enorme importancia cultural.
El tema es interpretado por Fito Páez (teclados y primera voz) y Spinetta (guitarra y segunda voz). Como músicos invitados intervienen Machi Rufino en el bajo y Carlos Franzetti en los arreglos de cuerdas.

## Contexto
El álbum La la la fue el resultado de la colaboración musical de dos figuras máximas del rock nacional argentino, Luis Alberto Spinetta y Fito Páez. En el momento de la grabación Spinetta tenía 36 años y era una figura consagrada con diecinueve álbumes grabados, en tanto que Páez tenía 23 años y recién comenzaba a ser una estrella con dos álbumes grabados.
La colaboración de dos figuras máximas para sacar un álbum conjunto, como hicieron Spinetta y Páez en 1986, fue un hecho inusual en el rock nacional argentino. Argentina transitaba el tercer año de democracia luego de la caída de la última dictadura. En ese contexto democrático el rock nacional, que había aparecido en los años finales de la década de 1960, se estaba masificando y desarrollaba nuevas sonoridades, a la vez que ingresaba una nueva generación.
La asociación entre Spinetta y Páez canalizó precisamente ese encuentro entre la generación que fundó el rock nacional y la segunda generación marcada por la Guerra de Malvinas (1982) y la recuperación de la democracia (1983).

## El tema
El tema es el 20º y último track del álbum doble La la la y el único que compusieron juntos Spinetta y Fito Páez. 
La letra expresa lo que significa para ambos cantautores el hecho de crear canciones ("Una canción me basta, me alcanza"), pero también refleja la cercanía ideológica de ambos, al referirse a la existencia de "otra canción":

Y hay otra canción
sin dirección
Una señal
en la oscuridad
Significados de algún lugar
Hacen que todo en mi vida se olvide.
"Hay otra canción" (fragmento)

Pocos meses después de la muerte de Spinetta, en un homenaje realizado en la Biblioteca Nacional, Fito Páez relató extensamente sus memorias sobre la grabación de La la la y en particular sobre "Hay otra canción", tema con el que cerró su participación: 

Fue muy emocionante estar aquí para celebrarlo a él. Vamos a hacer alguna de La la la. Vamos a contar un poco de la industria rápido, el pobrerío de la industria. El disco lo sacan EMI y Pelo Aprile que es alguien a quien yo quiero mucho, un loco del negocio que siempre hizo cosas insólitas, entre ellas producir La la la. Y entonces en un momento no sé qué pasa con los masters, aparece el CD y alguien, no sé quién fue… No entraba todo en el CD ¿entendés? No entraba. "Saquemos el último tema" (risas). Ni siquiera fue llamar para consultar: "¿qué tema? ¿te parece? No". ¡Sacan el último tema que era el único que habíamos compuesto juntos! (risas). Por supuesto que todo se compuso juntos porque como les conté de Gricel, Gricel fue un acto de composición también. Es un álbum de composición. Pero para éste ("Hay otra canción") nos habíamos juntado con la viola, la letra, el papelito, lo llamamos a Franzetti. Ok. No estaba en el CD. Ahora está, por suerte, porque lo sacaron en dos CDs. Así que la vamos a cantar. Hay otra canción.

Que aparte hay que contar esto también, porque también Luis está involucrado en esto que voy a decir ahora. Hace un mes, o tres semanas, aconteció un concierto inolvidable y extraordinario en la ciudad de Buenos Aires. En el Teatro Coliseo cantaron todos los cancionistas de entre veinte y pico y…no llegaban a los 40, treinta y pico. Todos excelentes, con una gran orquesta sinfónica y con arreglos maravillosos. Fue muy emocionante porque era mucho material, mucha música original, entonces fue emocionante porque confirmó que la ciudad de Buenos Aires está viva y que de alguna manera ese espíritu que representa Luis y que nos guía, o forma parte de una esencia disparatada y divina argentina, está vivo todavía. No hay pantalla, no están mucho en la tele ni en internet. Pero la ciudad está viva, eso es lo que quiero decir. Y ellos tuvieron la deferencia de ponerle a ese espectáculo el título de esta canción que es "Hay otra canción". Así que les quiero agradecer también a ellos.
Fito Páez